# گرده گل
گرده گل یک روستا در ایران است که در همسایگی روستای کنچوبه مرکز دهستان یافت واقع شده‌است. گرده گل ۳۹ نفر جمعیت دارد.